# Бердышев, Василий Архипович
Василий Архипович Бердышев (8 марта 1908, Нижние Чёмы, Томская губерния — 14 декабря 1981, Новосибирск) — младший сержант Рабоче-крестьянской Красной Армии, участник Великой Отечественной войны, Герой Советского Союза (1943).

## Биография
Василий Бердышев родился 8 марта 1908 года в деревне Нижние Чёмы (ныне — в черте Новосибирска) в семье крестьянина. Получил начальное образование, работал грузчиком. В июле 1941 года был призван на службу в Рабоче-крестьянскую Красную Армию и направлен на фронт Великой Отечественной войны. Участвовал в боях на Западном, Центральном и 1-м Белорусском фронтах. К октябрю 1943 года ефрейтор Василий Бердышев был сапёром 696-го отдельного сапёрного батальона 60-й стрелковой дивизии 65-й армии Центрального фронта. Отличился во время битвы за Днепр.
В ночь с 16 на 17 октября 1943 года во время форсирования Днепра в районе посёлка Радуль Репкинского района Черниговской области Украинской ССР Бердышев, несмотря на массированный вражеский огонь, переправлял на лодке бойцов советских подразделений. Когда лодка получила пробоину, Бердышев, рискуя жизнью, оперативно ликвидировал её, сумев доставить десант на правый берег Днепра. Несмотря на полученное ранение, не отправился в госпиталь, продолжая выполнять боевую задачу.
Указом Президиума Верховного Совета СССР от 30 октября 1943 года за «образцовое выполнение боевых заданий командования на фронте борьбы с немецко-фашистскими захватчиками и проявленные при этом мужество и героизм» ефрейтор Василий Бердышев был удостоен высокого звания Героя Советского Союза с вручением ордена Ленина и медали «Золотая Звезда» за номером 1614.
В 1944 году вступил в ВКП(б). Окончание войны встретил в Берлине. В 1945 году в звании младшего сержанта Бердышев был демобилизован. Работал в селе Нижние Чёмы плотником, затем жил в Новосибирске, принимал участие в строительстве Новосибирской ГЭС, затем работал лесничим в Новосибирском лесхозе.
Умер 14 декабря 1981 года, похоронен на Старом Чемском кладбище в Новосибирске.
Был также награждён рядом медалей, в том числе медалями «За отвагу» и «За трудовую доблесть». В честь Бердышева названа улица в Советском районе Новосибирска.